# Дарви, Дайана
Дайана Дарви (англ. Diana Darvey, наст. имя Дайана Мэгдэлин Ролофф (Diana Magdalene Roloff), 21 апреля 1945 года — 11 апреля 2000 года) — британская певица, актриса и танцовщица, наиболее известная участием в «Шоу Бенни Хилла».

## Биография
Отец Дайаны умер, когда ей было два года; мать — бывшая актриса театра Windmill Памела Купер. Дайана росла и училась в Бристоле.
Попав в шоу-бизнес, взяла себе псевдоним Дейви (Davey) — по фамилии второго мужа матери. Несколько лет спустя она добавила в сценическое имя букву «r» и стала «Darvey» (Дарви).
Первый выход на сцену — в качестве исполнительницы пантомимы — состоялся в городе Бат в 1962 году. Некоторое время спустя попала в лондонскую балетную труппу, с которой отправилась в тур в Швецию, Германию и Испанию. По окончании тура поселилась в Испании, где стала популярной исполнительницей ревю. В течение следующих нескольких лет играла в пьесах музыкального театра. На одной из постановок в Мадриде в начале 1970-х её заметил британский комик Бенни Хилл. 
В «Шоу Бенни Хилла» Дайана Дарви впервые появилась 7 февраля 1974 года. Исполняла популярные песни, такие как Sway («Власть»), Quizás, Quizás, Quizás («Возможно, возможно, возможно») и Perfidia («Вероломство»). Самым знаменитым номером в её исполнении считается четырёхминутное попурри, в ходе которого она пела на английском, французском и испанском языках, выступала в четырёх разных костюмах и исполняла танец живота. В попурри входила песня It’s Nice to Go Trav’lin' («Как здорово отправиться в путешествие»), записанная Фрэнком Синатрой в 1957 году, и песня Мориса Шевалье Valentine. Принимала участие в номере «Континентальное кабаре», в котором также участвовали Бенни Хилл и Джекки Райт. Номер включал в себя гэг со словом supercalifragilisticexpialidocious. Известна она и по другим скетчам — в частности, как партнёр Бенни Хилла по пародии на фильм «Куколка». Всего она появилась в пяти выпусках шоу, последний раз — в выпуске от 26 января 1977 года.
Участвовала в игровой программе Quick on the Draw и ситкоме …And Mother Makes Fivе, а также сыграла одну из ролей в фильме Carry On Behind (1975). 
Через некоторое время после ухода из «Шоу Бенни Хилла» Дайана и её муж Терри Гиттингс (ранее работавший ударником в группе, которая аккомпанировала ритм-энд-блюзовому музыканту Джорджи Фейму) совершили мировое турне с номерами кабаре. В начале 1980-х они обосновались в Майами-Бич, но через несколько лет развелись, и Дайана вернулась в Англию, где некоторое время владела пабом в Бодикоте (Оксфордшир).
В 1995 году вышла замуж за Ральфа Баркера.
Умерла в 2000 году от последствий падения с лестницы в своём доме. Оно привело к линейному перелому левой бедренной кости чуть ниже таза. Из-за утечки костного мозга из перелома возникла жировая эмболия, которая затем переместилась в лёгкое, вызвав тяжелую дыхательную недостаточность, которая привела к смерти.